# 프랜스 카스텔
프랜스 카스텔(France Castel, 1944년 8월 31일 ~ )은 캐나다의 배우, TV 사회자, 라디오 DJ, 작곡가 겸 작사가, 자서전 작가이다.
셰르브루크에서 태어났다.

## 영화
- 더 보이스 오브 더 섀도우 (2013년)
- 리듬 앤 비트 (2011년)
- 삼형제 (2007년)
- 사랑을 하는 여자 - 창녀 (2004년) - 브레통 역
- 크렘 글라세, 초컬릿, 다른 간식들 (2001년)
- 카르미나 2 (2001년)
- 슬립프 룸 (1998년)
- 회상 (1997년)
- 오메르타, 침묵의 법칙 (1996년)
- 카르미나 (1996년)
- 잃어버린 육체 (1988년)